# オララ・オトゥヌ
オララ・オトゥヌ（Olara Otunnu）は、ウガンダの法律家、外交官、社会活動家である。

## 経歴
カンパラの王立ブド高校を卒業後マケレレ大学在籍中、反アミン運動に身を投じ、ウガンダ民族解放戦線 (UNLF) の加盟組織の1つウガンダ自由同盟を率いた。
その後オックスフォード大学と1978年にハーバード・ロー・スクールを卒業し、ニューヨークで弁護士になった。オールバニ・ロースクールとパリ・アメリカン大学で法学を教えた経験を持つ。
アミン政権崩壊後ウガンダに帰国し、第二次ミルトン・オボテ政権の下で国連大使と外務大臣を歴任し、1990年から1998年まで国際平和アカデミーの理事長を務めた。
1996年にコフィー・アナンにより「子どもと武力紛争に関する国連事務総長特別代表」 (1997年 - 2005年) に任命される。少年兵の保護に努めたことが評価され、2005年、シドニー平和賞を受賞した。